# Monnaie de nécessité
Pour les articles homonymes, voir Monnaie (homonymie).
Une monnaie de nécessité est un moyen de paiement émis par un organisme public ou privé et qui, temporairement, complète la monnaie officielle (pièces et billets) émise par l'État quand celle-ci vient à manquer. Ce type de monnaie fiduciaire prend place généralement durant des périodes économiquement troublées : guerre, révolution, crise financière, etc., ou de transition géopolitique (colonisation, annexion, indépendance, etc.). 
On parle également de « famine monétaire » pour qualifier les périodes de troubles durant lesquelles la monnaie divisionnaire vient à manquer.
C'est aussi une expression générique pour qualifier des outils de paiement prenant des formes et utilisant des matériaux variées : bon, jeton, carton, timbre postal, porcelaine, verre, etc..

## Historique

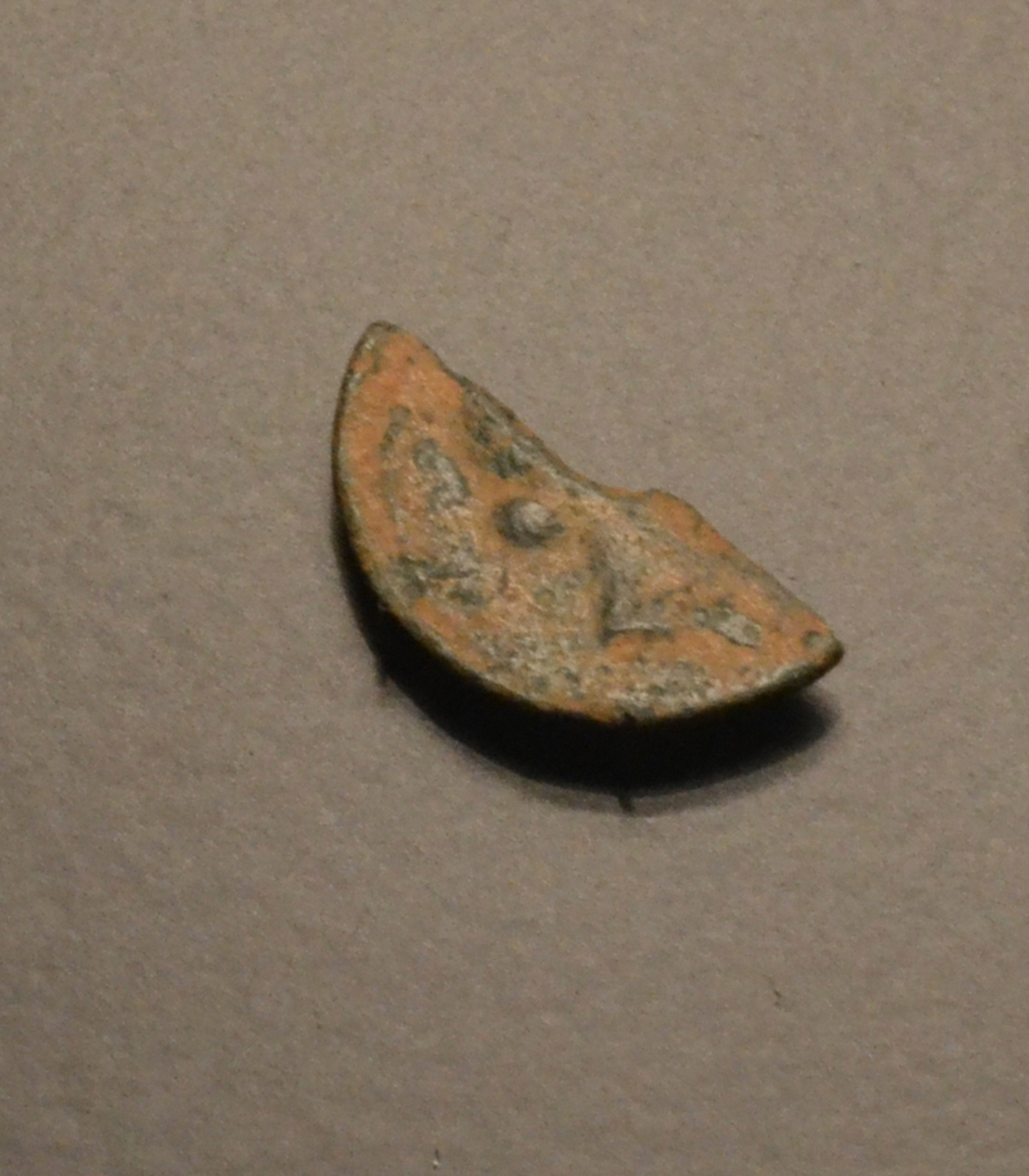
As ibérique coupé en 2

Le concept de monnaie de nécessité remonte à l'Antiquité : on la trouvait déjà à l'époque romaine, où elle côtoie les émissions impériales. D'une manière générale, on ne doit pas confondre ces frappes avec les médailles commémorant les victoires, ni avec les jetons de corporations, ou encore avec des émissions destinées à des cadeaux diplomatiques.
Plusieurs monnaies de nécessité ont ainsi été retrouvées sous la forme de pièces de monnaie coupée généralement en deux, plus rarement en quatre. À titre d'illustration, le Dupondius de Nîmes a été coupé en 2 ou 4 dans l'empire romain, particulièrement dans les provinces qui manquaient de monnaie divisionnaire telles que la Germanie et la Gaule.

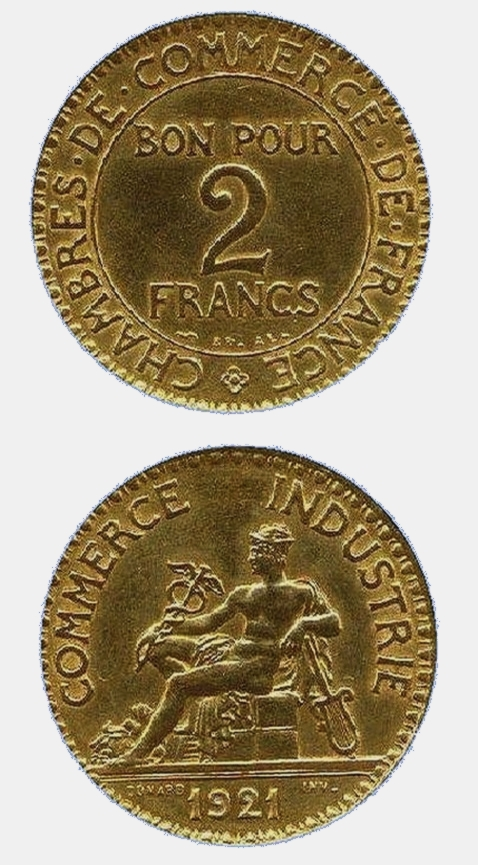
« Bon pour 2 francs », pièce en laiton de type Domard émise entre 1920 et 1927 en France.

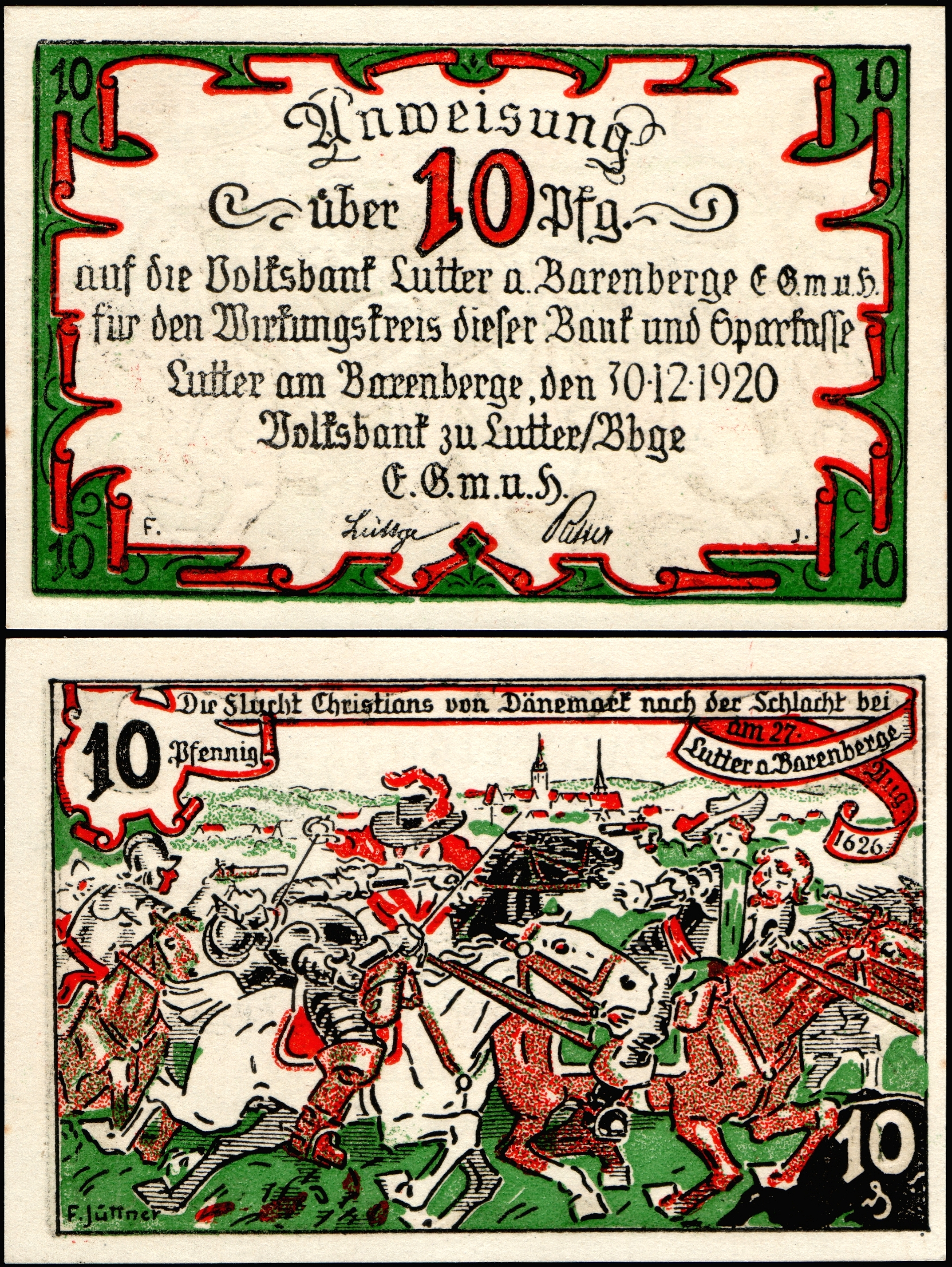
Billet de nécessité allemand émis à Lutter am Barenberge, en 1920. Il montre la bataille de Lutter.

Les premiers exemples de monnaie de nécessité modernes apparaissent à la fin du XVIIe siècle et tendent à se confondre avec la protomonnaie officielle d'un pays où les conditions économiques et politiques ne sont pas encore stabilisées : l'offre de l'institut monétaire est alors suppléée par différentes initiatives privées. 
Dès 1685, sous Louis XIV, en Nouvelle-France, fut créée la monnaie de carte, qui consistait à déclarer cours légal des cartes à jouer afin de pallier l'absence de numéraire métallique. Plus tard, en 1837, l'Empire britannique autorise quatre banques du Bas-Canada à émettre des « jetons habitant ».
En Suède, entre 1715 et 1719, 42 millions de pièces de 1 daler furent frappées par le gouvernement non pas en argent mais en cuivre. Qualifiées de nödmynt (« monnaie d'urgence ») et garanties par les autorités, elles permirent à l’État suédois de conserver en ses coffres l'argent métal durant la Grande guerre du Nord.
En France, durant la Révolution, parallèlement à l'émission des assignats qui avaient cours forcé, fleurirent des monnaies de nécessité comme les monnerons et les « bons de confiance ».
La production de monnaies de nécessité va exploser pendant la Première Guerre mondiale en Europe et dans les territoires coloniaux. La principale raison est que les stocks de cuivre et de nickel servant à la fabrication des monnaies divisionnaires, vont désormais aux usines d'armement, d'où l'apparition de bons en papier ou de pièces en métaux pauvres non stratégiques (fer, aluminium) à cours forcé. Après ce conflit mondial, les États vont mettre un certain temps à réorganiser leurs finances et leurs politiques monétaires, les monnaies de nécessité perdurent alors, tandis que l'hyperinflation sévit.
En Argentine, des monnaies provinciales et privées furent émises durant la Crise économique de 1998-2002.

## Appellations
La monnaie de nécessité est apparue dans de nombreux pays sous différentes appellations, par exemple : 
- Notgeld en Allemagne ;
- moneda de necesidad en Espagne (notamment pendant la Guerre civile espagnole) ;
- necessity money, emergency money ou token pour le Royaume-Uni (en 1798, par exemple, lors de la grande pénurie monétaire)...

En France, il en a circulé à différentes époques, sous diverses appellations : 
- monnaie, billet ou bon de confiance (Révolution française entre 1790 et 1793[8]) ;
- monnaie de siège ou obsidionale (par exemple durant les sièges d'Anvers et de Strasbourg sous Napoléon Ier) ;
- bon de circulation (durant le siège de Paris en 1870) ;
- bons et jetons de nécessité des chambres de commerce (1914 - 1927).

Elle est parfois appelée jeton-monnaie, monnaie locale (à distinguer des monnaies locales complémentaires du XXIe siècle), monnaie privée ou monnaie parallèle.

## Allemagne

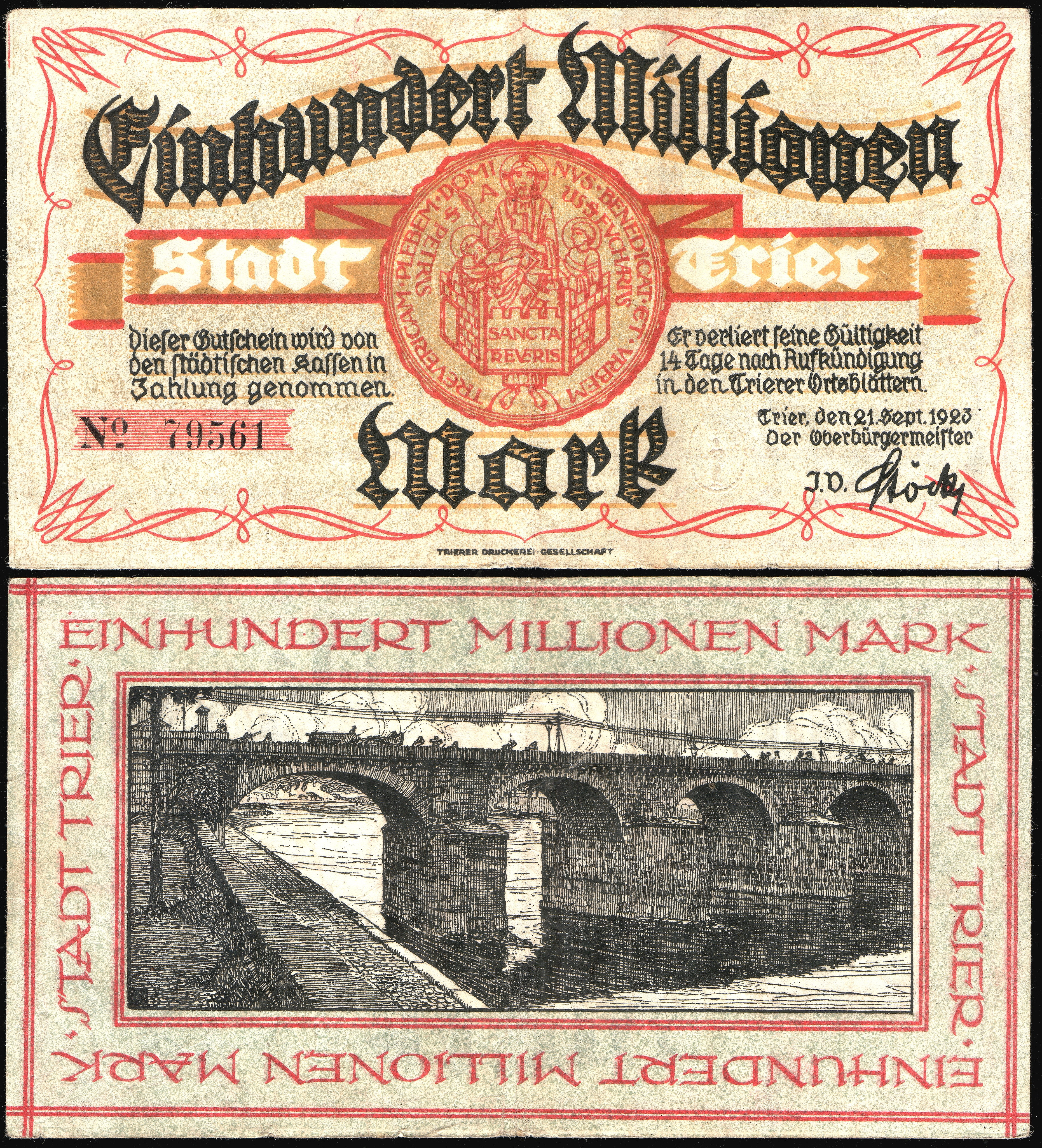
Deux faces d'un billet de nécessité de 100 millions de marks émis en 1923, illustré d'un dessin de Fritz Quant représentant le pont romain de Trèves.

## France

### 1914-1927

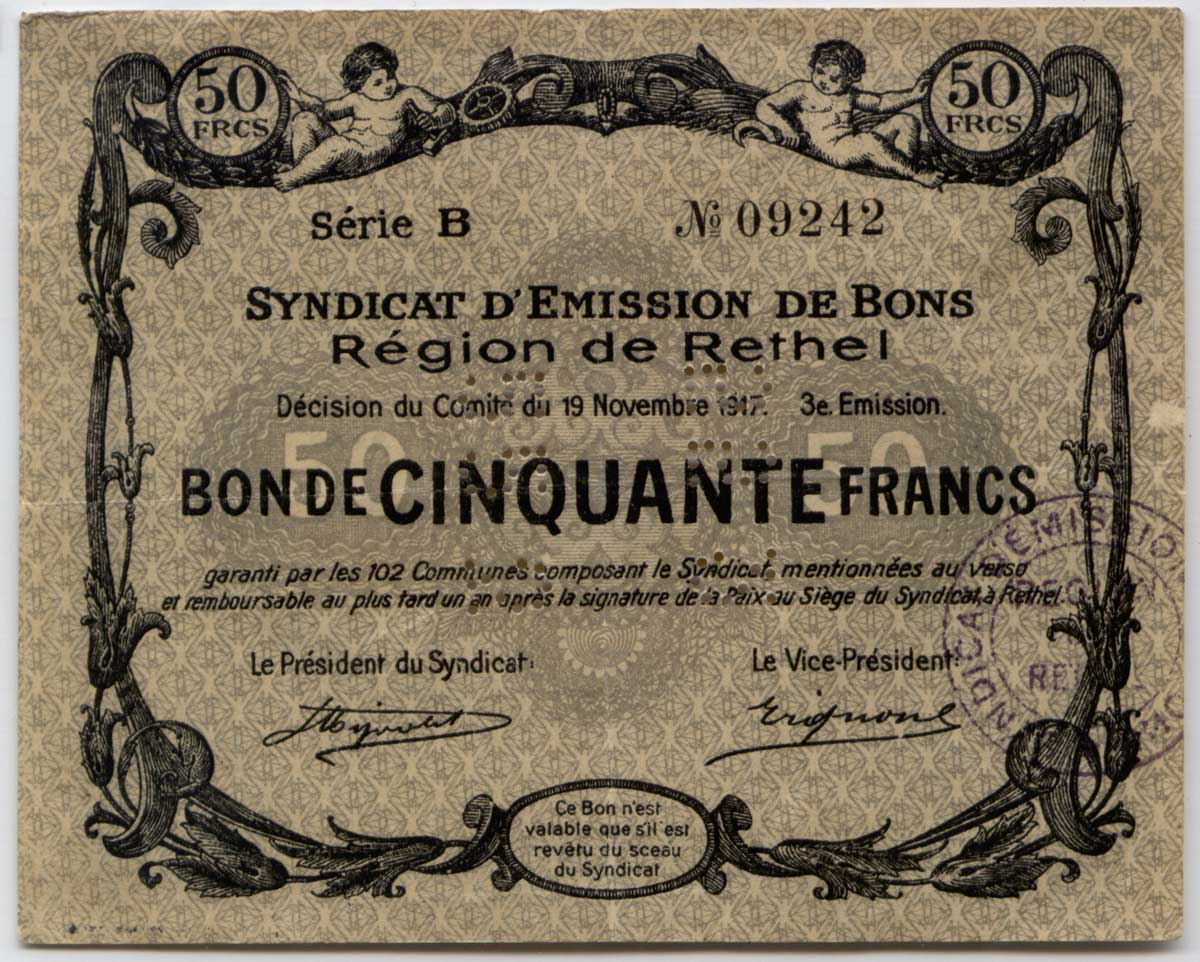
Bon de 50 francs émis dans la région de Rethel par un syndicat d'émission (1917).

La période de 1914 à 1927 en France (et dans les colonies, surtout en Algérie) constitue un âge d'or de la monnaie de nécessité. 
La Première Guerre mondiale ayant complètement désorganisé l'économie et le système du franc germinal basé sur une correspondance de la valeur de la monnaie à des réserves en métal (or et argent), les pièces en or, en argent et en bronze se trouvèrent avoir une valeur faciale inférieure à leur masse métallique et furent systématiquement thésaurisées par les particuliers. La Monnaie ayant augmenté la quantité frappée, on retrouve donc des pièces de 50 centimes, 1 et 2 francs en argent aux millésimes 1914-1920 dans un état quasi neuf (SUP/UNC), n'ayant presque pas circulé. Le réflexe de thésaurisation induit par la guerre gagna aussi les petites monnaies en centimes malgré des émissions de 5, 10 et 25 centimes en cupro-nickel pour plus de 10 millions de francs à partir de 1917.

### Les monnaies de nécessité et les monnaies-carton

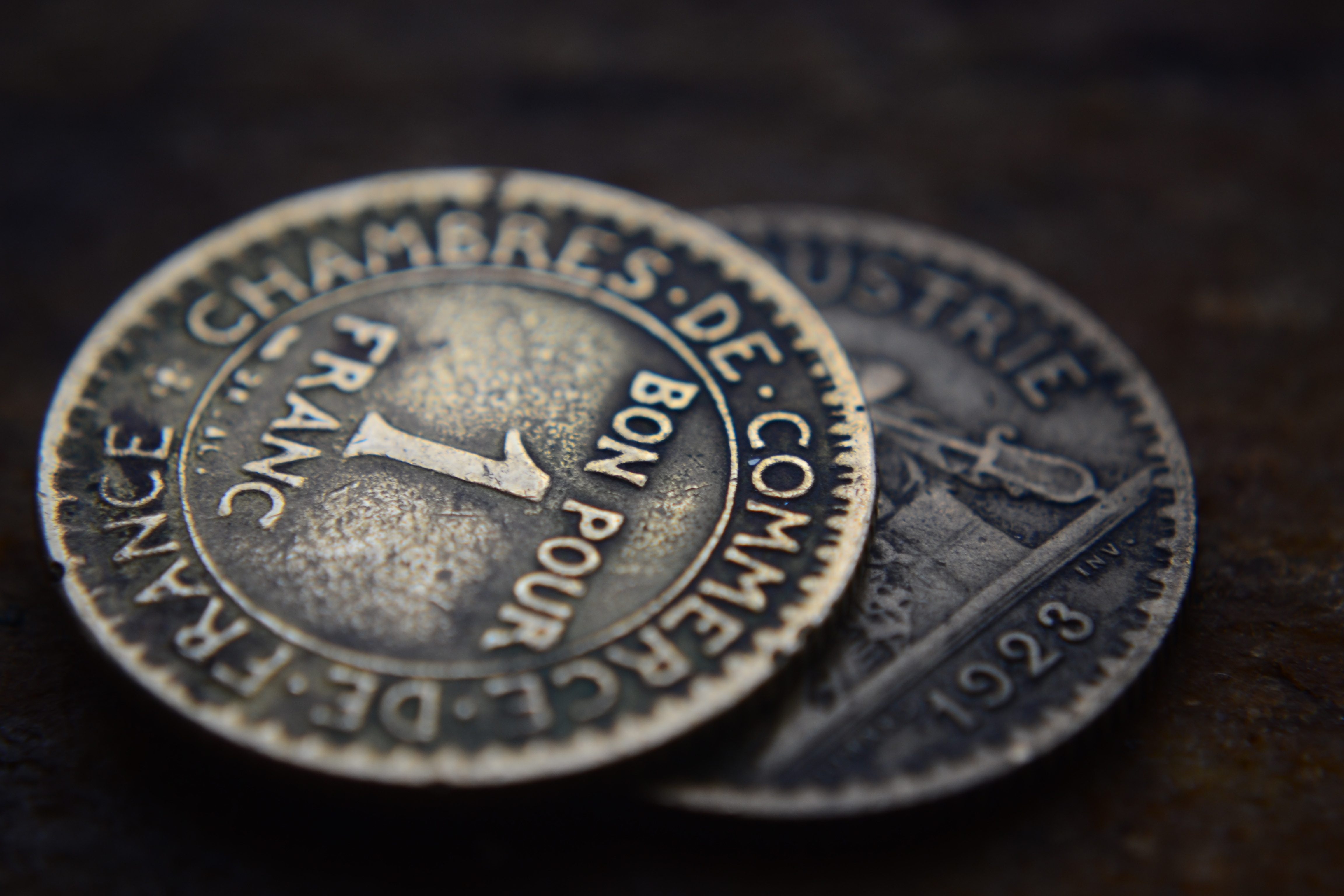
Pièces de « bon pour » 1 et 2 francs, 1921 et 1923, émises par les Chambres de commerce de France.

Le 16 août 1914, le ministère des finances toléra la frappe de petites monnaies pour pallier le manque de numéraire de cette époque, et satisfaire les besoins. [réf. souhaitée] Peu après, le gouvernement autorisa les Chambres de Commerce, les villes, les communes, les associations de commerçants et même certains particuliers comme les bars, commerces, etc. à émettre des jetons-monnaie. [réf. souhaitée] [Comment ?] Finalement, ces monnaies ont fini par faire partie intégrante de la vie quotidienne des Français et par être reconnues comme de véritables pièces de monnaie. [réf. souhaitée] D'ailleurs, la loi du 29 avril 1921 protégea ces monnaies contre le faux-monnayage. [réf. souhaitée]
Les monnaies de nécessité sont méconnues, car boudées des collectionneurs, bien qu'il en existe des milliers de types, de toutes formes et de tous métaux, offrant aux collectionneurs un large choix de thématiques de collection. Cela s’explique également par leur faible diffusion et leur faible qualité : fabriquées pour répondre à un besoin ponctuel, local, elles s’usent rapidement ; les monnaies en carton noircissent ou se déchirent. Le souvenir de la période difficile qui leur est attaché n’a pas facilité non plus leur conservation, les Archives départementales n’en possédant souvent aucun ou de rares exemplaires.

### Les timbres-monnaie

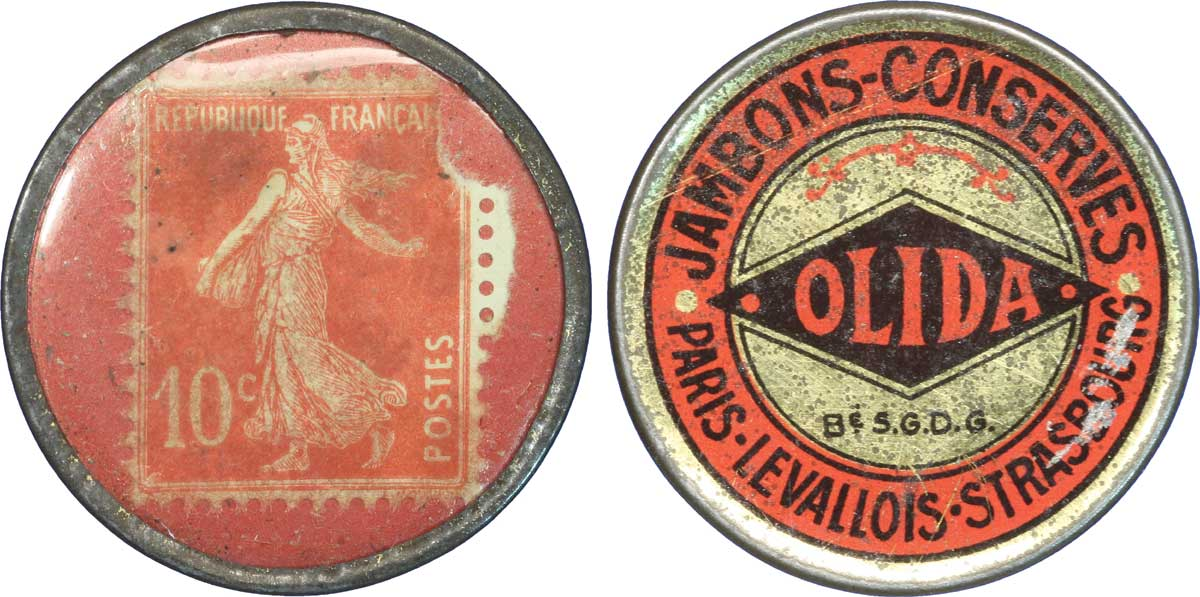
Timbre-monnaie prenant la forme d'une capsule contenant d'un côté le timbre postal 10 centimes type Semeuse et de l'autre une publicité pour « Olida ».

Un timbre-monnaie (appelé parfois monnaie-timbre) est un timbre-poste officiel et national inséré [Par qui ?] dans un petit étui métallique (souvent en aluminium) avec une fenêtre transparente [réf. souhaitée] ; c'est le lien entre la numismatique et la philatélie. 
Utilisés dans de nombreux pays, les timbres-monnaie ont connu leur apogée en France dans les années 1920. Lorsque la firme de Robert Binds-Hedler, spécialisée dans le fer-blanc à la Plaine Saint-Denis, inventa le F.Y.P. « Fallait Y Penser » (nom donné à cette invention dans son brevet de 1920, voir Timbre-monnaie), de nombreuses sociétés émirent des timbres-monnaie publicitaires. On peut en dénombrer, à ce jour, au moins 600 différents, avec deux grands types de fabrication : les timbres-monnaie avec une publicité polychrome et les estampés. Les valeurs faciales sont généralement 5 centimes, 10 centimes, 15 centimes, 25 centimes, avec de grandes variétés de couleur.

### Émissions des chambres de commerce (1920-1927)
De 1920 à 1927, l'État lui-même frappa trois pièces en bronze d'aluminium portant la mention  « bon pour » 2 francs, 1 franc et  50 centimes, ainsi que « Chambres de Commerce de France » et non « République Française ». 
« Techniquement, ce sont des monnaies de nécessité et en aucun cas des monnaies « normales », ce qui explique qu'elles ne portent pas le différent du Graveur général [de la Monnaie] mais seulement la marque de la Régie des monnaies, qui les fabriqua ». Durant cette période, tandis que le franc français chutait sur le marché des changes, l'État devait faire face à une transition vers un monnayage en métaux vils mal acceptés par la population qui, depuis des siècles, était habituée à des divisionnaires en bronze et en argent.
En 1926, le nouveau gouverneur de la Banque de France, Émile Moreau écrivit : « Personne ne veut plus de billets. C'est un sauve-qui-peut général. Il n'y a plus une minute à perdre. Si l'on veut encore sauver le franc, il faut, à bref délai, renverser la situation psychologique du pays ».
Afin de faciliter les échanges quotidiens, l'État toléra l'utilisation d'une monnaie locale, émise par les chambres de commerce avec la garantie d'un versement correspondant à la Banque de France, ainsi que par des municipalités et des commerçants réunis en syndicats.

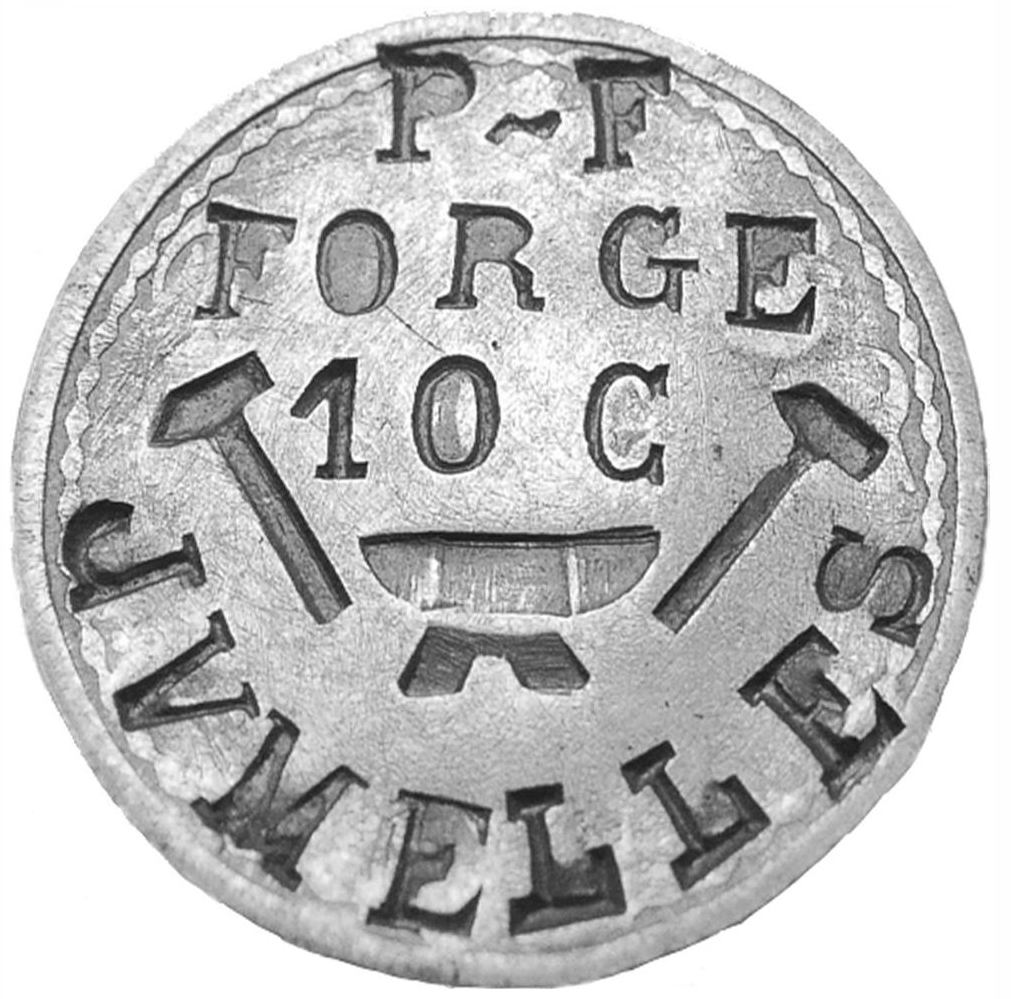
Pièce de 10 centimes Forge Périgois-Frémont ; Jumelles (Maine-et-Loire) ; uniface, 23 mm (diamètre), aluminium, (1923).

Plus de 12 000 types différents ont été répertoriés. Frappés habituellement en aluminium (mais aussi en laiton, en zinc, en maillechort, en fer…), ces jetons, le plus souvent ronds, pouvaient avoir des modules et des formes très variés (carré, rectangle, octogone, lobes…). Des pièces étaient trouées, à pans coupés… Les lettres et les chiffres étaient frappés en creux ou en relief. La circulation monétaire était facilitée par différentes valeurs : 5 c, 10 c (les plus courants), 20 c, 25 c, 50 c, et plus rarement 1 franc ou 2 francs. L'émetteur était souvent représenté : un blason pour une ville, des emblèmes pour un métier, etc. La date n'était pas toujours indiquée. 
Les chambres de commerce territoriales (départementales ou infra-départementales) furent autorisées à émettre des bons imprimés, les billets de nécessité, pour des valeurs de 1 franc, 2 francs, 5 francs et 10 francs, rarement plus. 
Dans les années qui suivirent, avec l'avènement du franc Poincaré, les monnaies de nécessité furent remboursées, mais le franc germinal n'était plus qu'un souvenir.